# Luca Cavallo
Pour les articles homonymes, voir Cavallo.
Luca Cavallo, né le 26 octobre 1999 à Dronero, est un coureur cycliste italien.

## Biographie
Luca Cavallo est originaire de Dronero, une commune située dans la région du Piémont. Durant sa carrière amateur, il combine la compétition avec des études dans les sciences du sport à l'université de Turin. Il rédige ainsi une thèse sur l'équipe Novo Nordisk, en mettant l'accent sur la conciliation entre le diabète de type 1 et le cyclisme,
En 2017, il s'impose notamment sur le Trophée Alpes Azur, réservé aux cyclistes juniors (moins de 19 ans). La même année, il prend la cinquième place de la Classique des Alpes juniors. Il évolue ensuite à l'UC Monaco pour ses débuts espoirs. Décrit comme un pur grimpeur, il obtient quelques résultats notables sur des épreuves italiennes 2021, avec la formation Lan Service-Zheroquadro.
En juin 2022, il intègre le club Overall Tre Colli. Il se distingue chez les amateurs en décrochant divers podiums. Après ses bons résultats, il entre en contact avec l'équipe Drone Hopper-Androni Giocattoli, dirigée par Gianni Savio. Cette structure est cependant contrainte de redescendre au niveau continental, sans pouvoir lui offrir un contrat professionnel.
Luca Cavallo poursuit alors une saison supplémentaire au niveau amateur en 2023. À vingt-trois ans, il confirme ses prédispositions dans les courses escarpées en obtenant trois victoires et de nombreuses places d'honneur. Il termine par ailleurs quatrième de la première édition du championnat d'Europe des Grimpeurs, au col du Saint-Gothard. Au mois d'aout, il devient stagiaire au sein de la formation Green Project-Bardiani CSF-Faizanè. Cette expérience lui permet de participer au Tour de Toscane, au Tour d'Émilie et aux Trois vallées varésines.
Malgré son stage convenable, il n'est pas recruté par les dirigeants de Green Project-Bardiani CSF-Faizanè en 2024. Luca Cavallo signe néanmoins un contrat avec l'équipe continentale Technipes #inEmiliaRomagna. Il reprend la compétition au mois de février sur le Trofeo Laigueglia, où il se classe vingt-septième. En avril, il finit dix-septième du Tour de Romagne et vingtième du Tour des Abruzzes.

## Palmarès
- 2017
  - Trophée Alpes Azur
  - 3e de Brescia-Monte Magno
- 2018
  - 2e du Grand Prix de Saint-Maur
- 2021
  - 3e du Gran Premio Industria e Commercio Artigianato Carnaghese
- 2022
  - 2e du Tour de Vénétie
  - 2e du Trophée MP Filtri
  - 3e du Giro del Piave
- 2023
  - Giro delle Valli Aretine
  - Zanè-Monte Cengio
  - Freccia dei Vini
  - 2e de la Coppa Fiera di Mercatale
  - 2e du Sulle Strade di Marco Pantani
  - 2e du Giro della Franciacorta
  - 2e du Trofeo SC Corsanico
  - 3e du Trofeo Castello di Albola
  - 3e du Giro del Piave
  - 3e du Tour de Vénétie
  - 3e de la Coppa Varignana
- 2024
  - 3e du Trofeo SC Corsanico